# ورقة 5 دولار نيوزيلندي
ورقة 5 دولار نيوزيلندي هي ورقة نقدية نيوزيلندية. أصدرها بنك نيوزيلندا الاحتياطي أول مرة في 10 يوليو 1967 عندما غيرت نيوزيلندا عملتها من الجنيه النيوزيلندي إلى الدولار النيوزيلندي. في التصميم الأصلي كان على وجه الورقة صورة الملكة إليزابيث الثانية، ولكن منذ عام 1992 ظهر عليها صورة السير إدموند هيلاري. أعطت الجمعية الدولية للأوراق النقدية لعام 2015 التصميم الجديد الذي أصدر في أكتوبر 2015 لقب الورقة النقدية لهذا العام.

## التصميم
أصدرت سبع سلاسل مختلفة من الأوراق النقدية النيوزيلندية، أصدرت ورقة 5 دولار في السلسلة الثالثة.

### السلسلة الثالثة (1967–1982)
أصدرت ورقة 5 دولار الأولى في السلسلة الثالثة في 10 يوليو 1967. الورقة كانت قطنية. اختار التصميم لجنة في عام 1964 ضمت ألكسندر ماكلينتوك وستيوارت بيل ماكلينان والبروفيسور جون سيمبسون، عميد كلية الفنون الجميلة في جامعة كانتبري.
جميع أوراق هذه السلسلة كان على وجهها صورة الملكة إليزابيث الثانية وكانت العلامة المائية صورة جيمس كوك. وعلى الظهر أيضًا طائر نيوزيلندي ونبات مرتبط بهذا الطائر. كان على ظهر الورقة تيوي واقف على فرع شجرة kōwhai.

### السلسلة الرابعة (1982–1991)
غير البنك الاحتياطي طابعته في أواخر عام 1981 مما أدى إلى تصنيع لوحات طباعة جديدة. كانت التغييرات الوحيدة في هذه السلسلة هي تغييرات طفيفة في الرسم وتحديث لصورة إليزابيث الثانية.

### السلسلة الخامسة (1992–1999)
أعيد تصميم الأوراق النقدية النيوزيلندية بالكامل في التسعينيات لتقديم لإضفاء طابع نيوزيلندي فريد عليها. ظهر المستكشف السير إدموند هيلاري على وجه العملة مع اوراكي/جبل كوك أعلى جبل في نيوزيلندا الذي يبلغ ارتفاعه 12,316 قدمًا (3,754 مترًا). كان هيلاري أحد أول شخصين معروفين وصلا إلى قمة جبل إفرست، وأول من وصل إلى القطب الجنوبي والشمالي. هيلاري هي الشخص الحي الوحيد، بخلاف الملوك، الذي ظهرت صورته على الأوراق النقدية النيوزيلندية خلال حياته.
على ظهر الورقة مشهد من جزيرة كامبل الواقعة جنوب جزيرة ستيوارت، والبطريق أصفر العينين المحلي وBulbinella rossii. وتصميم tukutuku الماوري المأخوذ في بيت اجتماعات Tane-Nui-A-Rangi في Waipapa Marae في جامعة أوكلاند.

### السلسلة السادسة (1999–2015)
غيرت نيوزيلندا في عام 1999 مادة أوراقها النقدية من الورق إلى البوليمر. أدى هذا التغيير إلى زيادة عمر الأوراق النقدية وإضافة ميزات أمان جديدة ومحسنة لمنع تزيف العملة. بقي تصميم السلسلة السابقة كما هو مع تعديلات طفيفة لميزات الأمان الجديدة.

### السلسلة السابعة (2015–الآن)
أصدرت ورقة 10 دولار الجديدة في أكتوبر 2015 مع ورقة خمسة دولارات وهي جزء من إصدار الأوراق النقدية من السلسلة 7 (التي وصفها البنك الاحتياطي بسلسلة الأكثر إشراقًا) أصدرت الأوراق النقدية الثلاثة المتبقية من السلسلة (20 دولار، 50 دولار، 100 دولار) في 7 في مايو 2016.
أصدرت السلسلة الجديدة لإضافة المزيد من ميزات الأمان إلى الأوراق النقدية النيوزيلندية. أظهرت دراسات البنك الاحتياطي الاستقصائية أن الجمهور النيوزيلندي كان راضيًا بشكل عام عن تصميم السلسلة الخامسة لذا لم تجرى إلا تعديلات قليلة جدا وطفيفة. فتحت درجة لون الورقة ووضعت الترجمة اللغة الماورية للبنك الاحتياطي (Te Putea Matua) وNew Zealand, Aotearoa على الظهر.
تأخر طرح ورقت 10 دولار و5 دولار لأن الأوراق النقدية الجديدة لم تصدر إلا بعد سحب الأوراق النقدية القديمة. تدوم الأوراق النقدية البوليمر أربعة أضعاف مدة الأوراق النقدية القطنية، يمكن العثور على العديد من الأوراق من السلسلة السادسة متداولة. حلصت الورقة النقدية على لقب أفضل ورقة نقدية للعام بواسطة الجمعية الدولية للأوراق النقدية لعام 2015. أصدر ما يقرب من 150 ورقة نقدية جديدة في ذلك العام رشح منها ما يقرب من 40 ورقة نقدية للحصول على الجائزة. قال جيف باسكاند، نائب محافظ البنك الاحتياطي، إن الجائزة كانت شهادة على العمل الجاد والابتكار الذي قام به البنك الاحتياطي وشركاؤه الذين شاركوا في تصميم الورقة.